# Tournoi de clôture du championnat du Guatemala de football 2009
Navigation
Saison précédente Saison suivante
Le Tournoi Clausura 2009 est le vingtième tournoi saisonnier disputé au Guatemala.
C'est cependant la 67e fois que le titre de champion du Guatemala est remis en jeu.
Lors de ce tournoi, le CSD Comunicaciones a tenté de conserver son titre de champion du Guatemala face aux neuf meilleurs clubs guatémaltèques.
Chacun des dix clubs participant était confronté deux fois aux neuf autres équipes. Puis les six meilleurs se sont affrontés lors d'une phase finale à la fin du tournoi.
Seulement une place était qualificative pour la Ligue des champions de la CONCACAF.

## Les 10 clubs participants
| \| Guatemala: CSD Comunicaciones CSD Municipal Guatemala CD Heredia CD Jalapa Deportivo Marquense Guatemala Deportivo Petapa Deportivo Suchitepéquez Xelaju MC Deportivo Xinabajul Deportivo Zacapa \| Localisation des clubs. |
| Guatemala: CSD Comunicaciones CSD Municipal Guatemala CD Heredia CD Jalapa Deportivo Marquense Guatemala Deportivo Petapa Deportivo Suchitepéquez Xelaju MC Deportivo Xinabajul Deportivo Zacapa                               |

Ce tableau présente les dix équipes qualifiées pour disputer le championnat 2008-2009. On y trouve le nom des clubs, le nom des stades dans lesquels ils évoluent ainsi que la capacité et la localisation de ces derniers.
| Club                    | Stade                                | Capacité | Ville             |
| CSD Comunicaciones      | Stade Mateo Flores                   | 30 000   | Guatemala City    |
| CD Heredia              | Stade Julián Tesucún                 | 8 000    | San José          |
| CD Jalapa               | Stade Las Flores                     | 15 000   | Jalapa            |
| Deportivo Marquense     | Stade Marquesa de la Ensenada        | 10 000   | San Marcos        |
| CSD Municipal           | Stade Mateo Flores                   | 30 000   | Guatemala City    |
| Deportivo Petapa (en)   | Stade Municipal de San Miguel Petapa | 7 000    | San Miguel Petapa |
| Deportivo Suchitepéquez | Stade Carlos Salazar Hijo            | 12 000   | Mazatenango       |
| Xelaju MC               | Stade Mario Camposeco                | 11 000   | Quetzaltenango    |
| Deportivo Xinabajul     | Stade Los Cuchumatanes               | 5 340    | Huehuetenango     |
| Deportivo Zacapa        | Stade David Ordoñez Bardales         | 10 000   | Zacapa            |

## Compétition
Le tournoi Clausura se déroule de la même façon que les tournois saisonniers précédents, en deux phases :
- La phase de qualification : les vingt-deux journées de championnat.
- La phase finale : les matchs aller-retour allant des quarts de finale à la finale.

### Phase de qualification
Lors de la phase de qualification les dix équipes affrontent à deux reprises les neuf autres équipes selon un calendrier tiré aléatoirement.
Les deux meilleures équipes sont qualifiées directement pour les demi-finales et les quatre suivantes pour les quarts de finale.
Le classement est établi sur le barème de points classique (victoire à 3 points, match nul à 1, défaite à 0).
Le départage final se fait selon les critères suivants :
- Le nombre de points.
- La différence de buts générale.
- Le nombre de buts marqué.

#### Classement
| Rang | Équipe                  | Pts | J  | G | N | P | Bp | Bc | Diff |
| ---- | ----------------------- | --- | -- | - | - | - | -- | -- | ---- |
| 1    | CSD Municipal           | 32  | 18 | 9 | 5 | 4 | 26 | 13 | +13  |
| 2    | CD Heredia              | 29  | 18 | 9 | 2 | 7 | 26 | 24 | +2   |
| 3    | CD Jalapa               | 28  | 18 | 7 | 7 | 4 | 17 | 13 | +4   |
| 4    | Deportivo Suchitepéquez | 27  | 18 | 7 | 6 | 5 | 25 | 23 | +2   |
| 5    | Xelaju MC               | 27  | 18 | 6 | 9 | 3 | 18 | 16 | +2   |
| 6    | CSD Comunicaciones T    | 23  | 18 | 6 | 5 | 7 | 25 | 22 | +3   |
| 7    | Deportivo Xinabajul P   | 23  | 18 | 6 | 5 | 7 | 24 | 26 | -2   |
| 8    | Deportivo Marquense     | 19  | 18 | 4 | 7 | 7 | 15 | 22 | -7   |
| 9    | Deportivo Petapa (en)   | 16  | 18 | 3 | 7 | 8 | 22 | 30 | -8   |
| 10   | Deportivo Zacapa        | 16  | 18 | 3 | 7 | 8 | 14 | 23 | -9   |

| Légende : Qualifications et relégations | Légende : Qualifications et relégations          |
| --------------------------------------- | ------------------------------------------------ |
|                                         | Qualifié pour les demi-finales                   |
|                                         | Qualifié pour les quarts de finale               |
|                                         | T Tenant du titre P Promu de la saison 2007-2008 |

#### Matchs
| Résultats (▼dom., ►ext.)                                   | Com | Her | Jal | Mar | Mun | Pet | Suc | Xel | Xin | Zac |
| CSD Comunicaciones                                         |     | 1-2 | 0-2 | 0-0 | 1-0 | 1-0 | 1-2 | 0-1 | 3-1 | 1-1 |
| CD Heredia                                                 | 0-0 |     | 3-1 | 4-1 | 0-3 | 3-2 | 2-0 | 1-1 | 2-0 | 1-0 |
| CD Jalapa                                                  | 2-1 | 1-0 |     | 0-0 | 2-0 | 2-1 | 0-0 | 0-0 | 1-0 | 2-0 |
| Deportivo Marquense                                        | 2-2 | 1-0 | 1-0 |     | 0-0 | 2-1 | 0-0 | 0-0 | 3-2 | 0-2 |
| CSD Municipal                                              | 2-3 | 2-0 | 1-1 | 1-0 |     | 3-2 | 4-0 | 2-1 | 0-0 | 2-1 |
| Deportivo Petapa (en)                                      | 0-3 | 2-1 | 1-1 | 4-2 | 1-1 |     | 3-3 | 1-1 | 1-1 | 2-0 |
| Deportivo Suchitepéquez                                    | 1-1 | 2-4 | 2-0 | 2-1 | 0-0 | 3-0 |     | 1-0 | 4-3 | 4-0 |
| Xelaju MC                                                  | 3-2 | 3-2 | 1-1 | 1-0 | 1-0 | 0-0 | 0-0 |     | 1-1 | 2-1 |
| Deportivo Xinabajul                                        | 3-2 | 0-1 | 2-1 | 3-2 | 0-2 | 3-1 | 1-0 | 3-1 |     | 0-0 |
| Deportivo Zacapa                                           | 1-2 | 4-0 | 0-0 | 0-0 | 0-3 | 0-0 | 3-1 | 1-1 | 1-1 |     |
| - Victoire à domicile - Match nul - Victoire à l'extérieur |     |     |     |     |     |     |     |     |     |     |

### Classement cumulatif
| Rang | Équipe                  | Pts | J  | G  | N  | P  | Bp | Bc | Diff |
| ---- | ----------------------- | --- | -- | -- | -- | -- | -- | -- | ---- |
| 1    | CSD Municipal           | 61  | 36 | 16 | 13 | 7  | 55 | 31 | +24  |
| 2    | Xelaju MC               | 55  | 36 | 13 | 16 | 7  | 41 | 36 | +5   |
| 3    | CSD Comunicaciones C    | 52  | 36 | 13 | 13 | 10 | 52 | 45 | +7   |
| 4    | CD Heredia              | 50  | 36 | 15 | 5  | 16 | 49 | 48 | +1   |
| 5    | Deportivo Suchitepéquez | 47  | 36 | 11 | 14 | 11 | 56 | 52 | +4   |
| 6    | CD Jalapa C             | 46  | 36 | 11 | 13 | 12 | 34 | 37 | -3   |
| 7    | Deportivo Xinabajul P   | 46  | 36 | 11 | 13 | 12 | 44 | 53 | -9   |
| 8    | Deportivo Zacapa        | 44  | 36 | 11 | 11 | 14 | 35 | 40 | -5   |
| 9    | Deportivo Marquense     | 43  | 36 | 11 | 10 | 15 | 37 | 49 | -12  |
| 10   | Deportivo Petapa (en)   | 37  | 36 | 9  | 10 | 17 | 38 | 50 | -12  |

| Légende : Qualifications et relégations | Légende : Qualifications et relégations                                        |
| --------------------------------------- | ------------------------------------------------------------------------------ |
|                                         | Ligue des champions de la CONCACAF 2009-2010 (Phase de groupes)                |
|                                         | Ligue des champions de la CONCACAF 2009-2010 (Tour préliminaire)               |
|                                         | Relégué en Primera División de Guatemala                                       |
|                                         | C Vainqueur d'un des deux tournois de la saison P Promu de la saison 2007-2008 |

### La phase finale
Les six équipes qualifiées sont réparties dans le tableau final d'après leur classement général, le premier affrontant lors des demi-finales le vainqueur du quart opposant le quatrième au cinquième et le deuxième affrontant le vainqueur du quart opposant le troisième au sixième.
En cas d'égalité sur la somme des deux matchs, c'est l'équipe ayant marqué le plus de buts à extérieur qui l'emporte puis une prolongation et une séance de tirs au but ont éventuellement lieu.

#### Tableau
|  |                         |               |                         |               |               |     |   |            |            |            |            |               |     |   |        |        |        |        |        |  |  |
|  | 1/4 de finale           | 1/4 de finale | 1/4 de finale           | 1/4 de finale | 1/4 de finale |     |   | 1/2 finale | 1/2 finale | 1/2 finale | 1/2 finale | 1/2 finale    |     |   | Finale | Finale | Finale | Finale | Finale |  |  |
|  |                         |               |                         |               |               |     |   |            |            |            |            |               |     |   |        |        |        |        |        |  |  |
|  |                         |               |                         |               |               |     |   |            |            |            |            |               |     |   |        |        |        |        |        |  |  |
|  |                         |               |                         |               |               |     |   |            |            |            |            |               |     |   |        |        |        |        |        |  |  |
|  |                         |               |                         |               |               |     |   |            |            |            |            |               |     |   |        |        |        |        |        |  |  |
|  |                         |               |                         |               |               |     |   |            |            |            |            |               |     |   |        |        |        |        |        |  |  |
|  | CSD Municipal           | (1)           | 0                       | 2             | 1             |     |   |            |            |            |            |               |     |   |        |        |        |        |        |  |  |
|  | CSD Municipal           | (1)           | 0                       | 2             | 1             |     |   |            |            |            |            |               |     |   |        |        |        |        |        |  |  |
|  |                         |               | Deportivo Suchitepéquez | (4)           | 2             | 0   | 0 |            |            |            |            |               |     |   |        |        |        |        |        |  |  |
|  | Deportivo Suchitepéquez | (4)           | Deportivo Suchitepéquez | (4)           | 2             | 0   | 0 | 1          | 4          |            |            |               |     |   |        |        |        |        |        |  |  |
|  | Deportivo Suchitepéquez | (4)           |                         |               |               |     |   |            | 4          |            |            |               |     |   |        |        |        |        |        |  |  |
|  | Xelaju MC               | (5)           | 3                       | 0             |               |     |   |            |            |            |            |               |     |   |        |        |        |        |        |  |  |
|  | Xelaju MC               | (5)           | 3                       | 0             |               |     |   |            |            |            |            | CSD Municipal | (1) | 1 | 0      |        |        |        |        |  |  |
|  |                         |               |                         |               |               |     |   |            |            |            |            | CSD Municipal | (1) | 1 | 0      |        |        |        |        |  |  |
|  |                         | CD Jalapa     | (3)                     | 3             | 1             |     |   |            |            |            |            |               |     |   |        |        |        |        |        |  |  |
|  | CD Jalapa               | CD Jalapa     | (3)                     | 3             | 1             | (3) | 1 | 3          |            |            |            |               |     |   |        |        |        |        |        |  |  |
|  | CD Jalapa               |               |                         |               |               |     | 1 | 3          |            |            |            |               |     |   |        |        |        |        |        |  |  |
|  | CSD Comunicaciones      | (6)           | 0                       | 0             |               |     |   |            |            |            |            |               |     |   |        |        |        |        |        |  |  |
|  | CSD Comunicaciones      | (6)           | 0                       | 0             | CD Jalapa     | (3) | 1 | 2          |            |            |            |               |     |   |        |        |        |        |        |  |  |
|  |                         |               |                         |               |               | (3) | 1 | 2          |            |            |            |               |     |   |        |        |        |        |        |  |  |
|  |                         |               | CD Heredia              | (2)           | 0             | 2   |   |            |            |            |            |               |     |   |        |        |        |        |        |  |  |
|  |                         |               |                         |               |               | 2   |   |            |            |            |            |               |     |   |        |        |        |        |        |  |  |
|  |                         |               |                         |               |               |     |   |            |            |            |            |               |     |   |        |        |        |        |        |  |  |
|  |                         |               |                         |               |               |     |   |            |            |            |            |               |     |   |        |        |        |        |        |  |  |
|  |                         |               |                         |               |               |     |   |            |            |            |            |               |     |   |        |        |        |        |        |  |  |

#### Quarts de finale
| Club                    | Aller | Retour | Club               | Commentaire |
| Deportivo Suchitepéquez | 1-3   | 4-0    | Xelaju MC          |             |
| CD Jalapa               | 1-0   | 3-0    | CSD Comunicaciones |             |

#### Demi-finales
| Club          | Aller | Retour | Club                    | Commentaire        |
| CSD Municipal | 0-2   | 2-0    | Deportivo Suchitepéquez | Prolongation : 1-0 |
| CD Heredia    | 0-1   | 2-2    | CD Jalapa               |                    |

#### Finale
| Match aller  | CD Jalapa        | 3:1 | CSD Municipal  | Stade Las Flores |  |
| 11 juin 2009 | Buteurs inconnus |     | Buteur inconnu |                  |  |

| Match retour | CSD Municipal | 0:1 | CD Jalapa      | Stade Mateo Flores |  |
| 14 juin 2009 |               |     | Buteur inconnu |                    |  |

## Bilan du tournoi
| Tournoi de clôture du championnat de football du Guatemala 2009 |                         |
| Champion                                                        | CD Jalapa               |
| Dauphin                                                         | CSD Municipal           |
| Coupes et trophées                                              |                         |
| Vainqueur Copa Centenario                                       | CSD Comunicaciones      |
| Qualifications continentales                                    |                         |
| Ligue des champions 2009-2010 (Phase de groupes)                | CSD Comunicaciones      |
| Ligue des champions 2009-2010 (Tour préliminaire)               | CD Jalapa               |
| Promotions et relégations                                       |                         |
| Promus en Liga Nacional de Guatemala                            | Juventud Retalteca      |
| Promus en Liga Nacional de Guatemala                            | Peñarol La Mesilla (en) |
| Promus en Liga Nacional de Guatemala                            | Universidad SC          |
| Relégués en Primera División de Guatemala                       | Deportivo Petapa (en)   |

## Statistiques

### Buteurs
| Rang | Nom               | Équipe                  | Buts |
| 1    | Carlos González   | CSD Municipal           | 10   |
| 2    | Carlos Asprilla   | Deportivo Petapa (en)   | 8    |
| 2    | Walter Estrada    | Deportivo Xinabajul     | 8    |
| 4    | Carlos Castillo   | Deportivo Suchitepéquez | 7    |
| 4    | Carlos Leguizamón | Deportivo Suchitepéquez | 7    |
| 6    | 2 joueurs         | 2 joueurs               | 6    |